# 帕尔莱沙旺日
帕尔莱沙旺日（法語：Pars-lès-Chavanges，法語發音：[paʁ lɛ ʃavɑ̃ʒ]，意为“沙旺日附近的帕尔”）是法国奥布省的一个市镇，属于奥布河畔巴尔区。

## 地理
帕尔莱沙旺日（48°30'26"N, 4°29'55"E）面积8.5 平方千米，位于法国大東部大區奥布省，该省份为法国中北部省份，北起马恩省，西接塞纳-马恩省，西南至约讷省，东南至科多尔省，东临上马恩省。
与帕尔莱沙旺日接壤的市镇（或旧市镇、城区）包括：巴利尼库尔、布罗、沙旺日、瓦尔河畔库尔塞勒、圣莱热苏马尔热里、小耶夫尔、马尔热里-昂库尔、圣于坦。

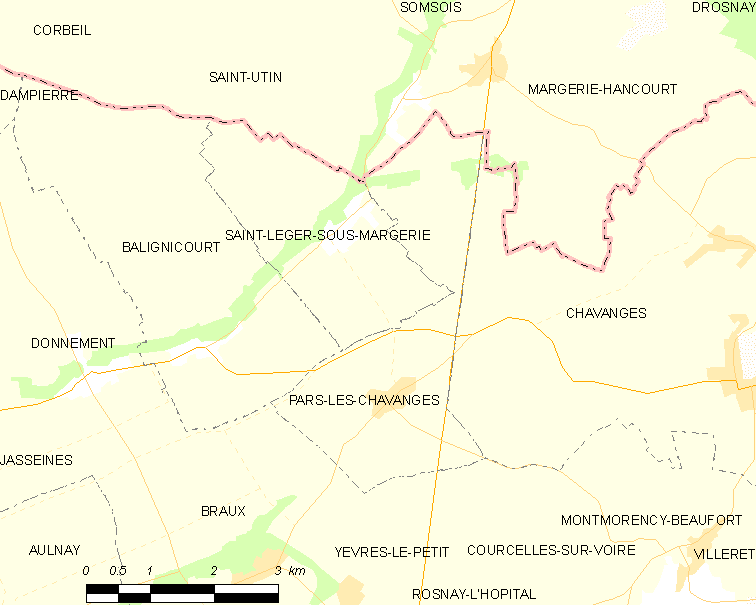
帕尔莱沙旺日的OSM定位图

帕尔莱沙旺日的时区为UTC+01:00、UTC+02:00（夏令时）。

## 行政
帕尔莱沙旺日的邮政编码为10330，INSEE市镇编码为10279。

## 政治
帕尔莱沙旺日所属的省级选区为布列讷堡县。

## 人口

1962-2008年间帕尔莱沙旺日人口变化图示

帕尔莱沙旺日于2022年1月1日时的人口数量为47人。